# 宇宙戦艦ヤマト2202 愛の戦士たち
『宇宙戦艦ヤマト2202 愛の戦士たち』（うちゅうせんかんやまと にいにいぜろにい あいのせんしたち）は、2017年2月より公開された日本のアニメ作品。
宇宙戦艦ヤマトシリーズのアニメ作品の1つである。
本項では、テレビシリーズの総集編「『宇宙戦艦ヤマト』という時代　西暦2202年の選択」についても記載する。

## 概要
アニメ『宇宙戦艦ヤマト』のリメイク作品である『宇宙戦艦ヤマト2199』（以下、『2199』）の続編。『2199』から始まるリメイク版アニメシリーズ作品としては4作目、「宇宙戦艦ヤマトシリーズ」全体では総集編を含めると18作目に当たる。
劇場アニメ『さらば宇宙戦艦ヤマト 愛の戦士たち』（以下、『さらば』）およびテレビアニメ『宇宙戦艦ヤマト2』（以下、『ヤマト2』）のリメイクに相当する（作品タイトルロゴのうち「2202」の末尾（一の位）の「2」が他の桁の数字より大きく描かれているのもこのため）。
『2199』と同じくODS形式をとっており、2017年2月25日以降、松竹の劇場配給で全7章をイベント上映（#特別上映を参照）。
2015年7月27日発行のヤマトクループレミアム会報誌『宇宙戦艦ヤマト 航海日誌』Vol.11において初めて情報が公開され、「宇宙戦艦ヤマトシリーズ」の新作製作として発表された。そして、2016年3月31日に『宇宙戦艦ヤマト2202 愛の戦士たち』として正式発表され、公式サイトもオープンした。同年9月5日には制作発表会が秋葉原UDXシアターにて開催され、全7章構成であることや、第一章の公開日、その他ビジネススキームなどの詳細情報が明かされた。
2018年10月6日よりテレビ放送開始。
2019年3月28日には第七章の舞台挨拶において続編の製作が発表され、同年9月1日にはそのタイトルが『宇宙戦艦ヤマト2205 新たなる旅立ち』であること、2020年秋に上映されること、シリーズ構成を福井が引き続いて担当すること、本作から3年後の世界を描くことが、本作の公式サイトにおいて発表された。
2019年10月14日、『2205』の前に『2202』の総集編を2020年に上映予定であることを発表。詳細は#派生作品を参照。

## ストーリー
宇宙戦艦ヤマトのイスカンダルへの航海が終わってから3年が経過した、西暦2202年。巨大な白色彗星によって宇宙を進撃する帝星ガトランティスは、女神テレサの力を求めてテレザート星を侵略する。その際、テレサの放ったコスモウェーブが地球へ向かったことを知った大帝ズォーダーは、地球への本格的な侵攻を開始する。
一方、かつての青い姿を取り戻した地球は、ガミラス帝国と和平条約を締結して復興を進めていたが、地球連邦政府は「波動砲艦隊計画」に基づいて建造した新鋭艦アンドロメダをその象徴として軍拡に進みつつあり、その姿勢に古代進をはじめ元ヤマト乗組員たちは疑念を抱いていく。
そして、宇宙の彼方から元ヤマト乗組員たちのもとへテレサのメッセージが届く。また、コスモリバースシステムが地球にもたらした「時間断層」という負の遺産の存在を知って地球連邦政府の方針に憤った古代は、テレザートへ向かうべく反逆覚悟で元ヤマト乗組員たちと共にヤマトを無断発進させる。防衛軍による妨害に遭うもガミラスの交渉によって反逆の汚名をそそがれたヤマトは、ガミラスの地球駐在武官クラウス・キーマンを乗組員に加え、テレザートへの航海に再出発する。
第十一番惑星でのガトランティスとの戦闘や、惑星シュトラバーゼでの古代とズォーダーの邂逅、生きていたデスラーとの再戦、白色彗星との接触などを経つつもヤマトはテレザート星に到達し、そこでテレサとの対面を果たす。テレサは、古代アケーリアス文明の遺産たる白色彗星を手に入れたガトランティスが、宇宙のすべての生命を絶とうとしていることを告げる。
その後、太陽系では地球とガトランティスの本格戦闘が開始されるが、白色彗星およびその内部に潜んでいた都市帝国によって地球艦隊は壊走する。太陽系に帰還して都市帝国と相対したヤマトもガトランティスの策略に遭い、都市帝国内部のとある惑星に墜落する。しかし、その惑星はガトランティス発祥の地「ゼムリア」であり、そこでガトランティスとズォーダーの出自、そしてガトランティスを殲滅する安全装置「ゴレム」の存在が明かされる。地球・ガミラス連合艦隊の活動によって都市帝国から脱出したヤマトは修理・応急改装を受け、改めて都市帝国との最終決戦に臨む。
ヤマトは地球圏にて都市帝国を半壊させ、ズォーダーがゴレムを起動してガトランティス人は全滅し、「滅びの方舟」は地球の破壊に動く。月をも削るその猛威に対し、多大な犠牲を払ったヤマトにもはや抗える手段はなく、敗北を悟った古代は地球人の逃げ延びる時間を稼ごうという自分の考えを悟った雪と2人だけでヤマトを特攻させるが、暴走した波動エンジンを通じてテレサが宿ったことにより、ヤマトは半年後に時間断層から浮上する。時の流れが停滞した高次元世界に生きたまま取り残されていた古代と雪は、やがて時間断層を代価として現れたヤマトと仲間たちに救出され、共に地球へ帰還する。

## 主要な登場キャラクター
詳細な解説やその他のキャラクターについては、各個別記事および「宇宙戦艦ヤマト2199の登場人物」を参照

### ヤマト
古代進（こだい すすむ）
声 - 小野大輔
シリーズの主人公で、元ヤマト戦術長。一等宙尉。地球連邦の軍備拡張政策に疑問を感じており、政府と距離を置いていた。
テレザート星のテレサからのメッセージを、沖田十三からの「ヤマトに乗れ」という言葉という形で受け取る。それをきっかけにガミラス大使であるローレン・バレルとの密談で地球の現状の裏側を知り、テレザートへ向かうべく再びヤマトに乗り込む。真田からヤマトの指揮を委任され、土方が艦長を拝命するまで、艦長代理として行動する。
森雪（もり ゆき）
声 - 桑島法子
シリーズのヒロインで、元ヤマト船務長。一等宙尉。古代の婚約者。
旧ヤマトクルーの1人であるにも関わらず、彼女にはテレサからのメッセージが届かなかった。古代らが決起した際には自らもヤマトへの乗艦を希望するが、雪の身を案じた古代により止められてしまい、婚約指輪を古代に突き返して姿をくらませる。しかし実際にはヤマトに密航する形で乗り込んでおり、紆余曲折を経て再び乗組員として働くことになる。
島大介（しま だいすけ）
声 - 鈴村健一
元ヤマト航海長。一等宙尉。地球の軍拡路線に疑問を持ち、民間への転職を決意するが、その折にテレサのメッセージを受け取る。
テレサからのメッセージに対し、古代とは対照的に冷静になるよう意見するが、最終的に再びヤマトに乗りこむ。
真田志郎（さなだ しろう）
声 - 大塚芳忠
元ヤマト技術長兼副長。三等宙佐。更迭された土方の意志を継ぎ、地球政府の裏側の情報を得るため、科学局の要職に就き、ヤマトの再整備を行っていた。
テレサのメッセージに対し、古代とともに決起して再びヤマトに乗りこむ。
徳川彦左衛門（とくがわ ひこざえもん）
声 - 麦人
元ヤマト機関長。三等宙佐。真田の下で部下の山崎奨（声 - 土田大）と共にヤマト再建に奮闘していた。
テレサのメッセージに対し、古代とともに決起して再びヤマトに乗りこむ。
加藤三郎（かとう さぶろう）
声 - 細谷佳正
元ヤマト航空隊長。二等宙尉。月面基地に配属され、航空隊員の養成を行っているが、息子の翼（声 - 高森奈津美）が遊星爆弾症候群を発症して月面の医療施設（サナトリウム）に収容されているため、その世話のために仕事を休みがちになっている。
ヤマトの決起に際し、家庭事情に配慮されて何も知らされなかったが、妻の真琴（声 - 佐藤利奈）に促され、ヤマトに合流する。
斉藤始（さいとう はじめ）
声 - 東地宏樹
空間騎兵隊第7連隊隊長。三等宙尉。第十一番惑星に駐屯していたが、ガトランティスの襲撃を受け、ヤマトに救助される。
土方竜（ひじかた りゅう）
声 - 石塚運昇（第19話まで）→楠見尚己（第21話から）
元空間防衛総隊司令長官。宙将。第十一番惑星を拠点とする外洋防衛師団の司令官。沖田の親友。
かつて波動砲艦隊計画に反対したため、現在の立場へ更迭された。ガトランティスの襲撃に際し、ヤマトに救助される。その後、対ゴーランド戦の最中に艦長を拝命する。
クラウス・キーマン(ランハルト·デスラー)
声 - 神谷浩史
ガミラス帝国地球駐在武官。階級は中尉。冷静かつ毒舌な一面を持つ。ヤマトにアドバイザーとして同行し、必要があれば戦闘機パイロットとして出撃することもある。
桂木透子（かつらぎとうこ）
声 - 甲斐田裕子
民間人。第十一番惑星の戦闘においてヤマトに救助され、その後もヤマトと行動を共にする。

### 地球連邦
藤堂平九郎（とうどう へいくろう）
声 - 小島敏彦
地球連邦防衛軍統括司令長官。現状の地球政府の方針に疑念を抱いており、当初はヤマトを政府の方針に従って反逆者扱いするが、後にその航海が追認されるとヤマトを支援する。
芹沢虎鉄（せりざわ こてつ）
声 - 玄田哲章
地球連邦防衛軍統括司令副長。宙将。「波動砲艦隊計画」を推し進めている。
山南修（やまなみ おさむ）
声 - 江原正士
地球連邦航宙艦隊総旗艦「アンドロメダ」艦長。一等宙佐。
沖田のかつての部下で、彼の乗る戦艦「キリシマ」の艦長だった人物。楽観主義者を装いつつ、現実をドライに捉える性格で、古代たちとは異なる目線で地球のことを考えている。
沖田十三（おきた じゅうぞう）
声 - 菅生隆之
故人。元ヤマト艦長。古代の前に幻影として現れる。

### ガミラス帝国
ローレン・バレル
声 - てらそままさき
ガミラス帝国地球大使。普段は月にある大使館に駐在。穏健な文官だが、部下のキーマンを使い、ヤマトクルーの動静を窺うと共に支援を行う。
アベルト・デスラー
声 - 山寺宏一
元大ガミラス帝星永世総統。亜空間ゲート内でデウスーラII世の爆沈と共に爆死したかに思われたが生き延びており、ガトランティスの客将としてヤマトの前に立ちふさがる。

### 帝星ガトランティス
ズォーダー
声 - 手塚秀彰
帝星ガトランティスを率いる大帝。巨大な白色彗星と大規模な機動艦隊によって、勢力を広げている。
シファル・サーベラー
声 - 甲斐田裕子
白色彗星の全てを司る白銀の巫女。最高位幕僚の1人。
ゲーニッツ
声 - 梅津秀行
帝国機動艦隊総司令長官。最高位幕僚の1人。
ラーゼラー
声 - はらさわ晃綺
支配庁軍務総議長。最高位幕僚の1人。
ガイレーン
声 - 柴田秀勝
諜報記録長官。最高位幕僚の1人。
バルゼー
声 - 西村知道
第七機動艦隊司令長官。

### テレザート星
テレサ
声 - 神田沙也加
宇宙の平安を願い続ける女神。伝説では、肉体を必要としなくなったテレザート人の集合知といわれている。

## 登場メカ

### 地球連邦防衛軍

#### 艦艇
宇宙戦艦ヤマト
全長333 m。ヤマト級一番艦（第一次改装型）。地球帰還後、記念艦として海底ドックに安置される。しかし「波動砲艦隊計画」により戦列復帰が決定。波動砲の再装備を含めた大改装が進められ、居住区画の削減による艦内工場の新設や装甲の強化、対空火器の増設などがなされた。また、イズモ計画の名残という設定で、アステロイドによる防御システム「アステロイドシップ」を使用している。
前衛武装宇宙艦 アンドロメダ級
後述の「ドレッドノート」をさらに発展させた特別仕様艦。戦艦型と空母型の2種に大別される。
戦艦型
AAA-1 アンドロメダ
全長444 m。アンドロメダ級1番艦で、地球連邦航宙艦隊の総旗艦。艦首に装備された二連装の波動砲は、一条での集中射撃だけでなく拡散放射が可能。自動化が促進され、搭乗員の数はヤマトに比べて大幅に削減されている。
AAA-2 アルデバラン
AAA-4 アキレス
全長444 m。アンドロメダ級の2番艦と4番艦。アンドロメダと完全に同型で、砲熕兵器などもアンドロメダと同じ。
ZZZ-0001 アンドロメダ改
AAA-1 アンドロメダ(前期型)が、土星沖海戦でガトランティスの反物質ミサイル攻撃を受け、艦首の波動砲口および波動エンジンを損傷。その後、時間断層工場にで修理し、1名乗員型の後期タイプになる。高機動ノズルが艦体各所に増設し、高機動戦闘を行なうため、乗員は強化宇宙服を必要となる(ドレットノート級を両絃に取り付け、ブースターロケット代わりに使用)。
BBB 自立無人戦闘艦 アンドロメダブラック
全自動無人化された後期型アンドロメダ級。砲熕兵器類は、アンドロメダ級(前期型)同様。ただし艦載機は廃止。高機動ノズルが艦体各所に増設され、魚雷艇なみの激しい挙動が可能(ドレットノート級を両絃に取り付け、ブースターロケット代わりに使用)。艦体色は黒色に統一。

空母型
AAA-3 アポロノーム
AAA-5 アンタレス
全長484 m。リメイク版新規メカ。アンドロメダ級3番艦と5番艦。艦橋部分が改造され、設定上では艦載機としてコスモファルコンないしコスモタイガーIIを計180機搭載可能な航空戦艦となっている。

前衛航宙艦 ドレッドノート級
全長250 m。型式名「量産型高能力武装運用システムD1」。ガミラスのガイデロール級航宙戦艦の基本構造を元に時間断層内のドックで量産された波動砲搭載型新型艦艇。排水量や艦容は異なるものの、ヤマトの量産型といえる特性を有する。
パトロール艦
全長188 m。軽装甲巡洋艦の巡視仕様。エンケラドゥス守備艦隊に2隻が配備されている。
護衛艦
全長113.3 m。波動砲艦隊構想において波動砲搭載艦を安価に数を揃える事を目的に建造されたフリゲート。
金剛改型宇宙戦艦
全長205 m。金剛型宇宙戦艦の基本設計を踏襲し、波動エンジン搭載艦として改設計された戦艦。同様に建造された村雨改型宇宙巡洋艦・磯風改型突撃宇宙駆逐艦とともに、新型艦開発までの中継ぎとして地球の艦隊戦力を担う。
ワープが可能で、36センチ三連装陽電子衝撃砲4基、新型空間魚雷を主兵装とする。中盤からはさらに改良を施され、艦首の46cm衝撃砲を小口径波動砲に換装した改II型が登場する。

#### 航宙機
試製艦載戦術戦闘攻撃機 コスモタイガーI
リメイク版新規メカ。次期主力機として他の新鋭機と競合試作された機体。劇中では山本玲が搭乗する。
1式空間戦闘攻撃機 コスモタイガーII
コスモファルコンの後継機として開発された機体。
零式52型改 自律無人戦闘機 ブラックバード
コスモゼロを改修した無人戦闘機。劇中では有人先導機に加藤三郎が搭乗する。

### ガトランティス軍

#### 艦艇（ガトランティス）
ガイゼンガン兵器群・カラクルム級戦闘艦
全長520 m。従来の輪胴砲塔に加え、雷撃旋回砲という特殊砲撃システムを備える大型戦闘艦。船体の設計思想は従来の艦艇とは大きく異なり、運用も独特なものとなっている。
前期ゴストーク級ミサイル戦艦
全長312 m。艦首に2発の超巨大ミサイルを搭載した大型ミサイル艦。
メダルーサ級殲滅型重戦艦
火焔直撃砲を搭載した重戦闘艦。本作では量産配備されている。
ラスコー級突撃型巡洋艦
艦隊中核を構成する艦。
ククルカン級殲滅型駆逐艦
機動性を駆使して肉薄攻撃を行う駆逐艦。
ナスカ級打撃型航宙母艦
ガトランティスの主力空母。
ガイゼンガン兵器群・アポカリクス級航宙母艦バルゼー
全長1240 m。上下対称の艦体が特徴であり、地球侵攻に合わせて建造された。第17話から登場。

#### 航宙機（ガトランティス）
甲殻攻撃機 デスバテーター
ガトランティスの主力攻撃機。
ガイゼンガン兵器群・自滅型攻撃艦イーターⅠ
波動防壁対策に新造された大型戦闘機。刀剣のような形をした特攻兵器であり、敵艦に突き刺さって攻撃する。バルゼーに艦載され第17話から登場。

#### その他（ガトランティス）
ニードルスレイブ
ガミラスの科学奴隷の技術を流用した自律式の小型兵器。第1話から登場。

### ガミラス軍

#### 艦艇（ガミラス）
ゼルグート級一等航宙戦闘艦
ガミラスの大型戦艦。第1話で前面に板状の盾を装備した「装甲突入型」が3隻登場し、第8話で反ガミラス統治破壊解放軍所属艦が1隻登場している。
ガイデロール級航宙戦艦
デスラーと合流したガデル・タラン率いる艦隊に第15話から登場。親衛隊カラーの青い塗装としては初登場である。
ハイゼラード級航宙戦艦
第24話でバレル艦隊に数隻が登場。
メルトリア級航宙巡洋戦艦
デストリア級航宙重巡洋艦
ケルカピア級航宙高速巡洋艦
クリピテラ級航宙駆逐艦
上記4艦級ともにガミラスの艦隊中核を成す主力艦。
ノイ・デウスーラ
ガトランティスで建造されたデスラー専用の大型艦。デスラー砲や瞬間物質移送機のほか、多数の巨大ミサイルを搭載する。第11話から登場。
ゲルバデス級航宙戦闘母艦
デスラーと合流したガデル・タラン率いる艦隊の主力空母として第11話から登場。
航宙戦闘母艦CCC-01 ノイ・バルグレイ
アンドロメダ級の空母型をライセンス生産したものであり、艦橋部のレーダーアンテナや内部の電子装備、操艦システムなどはガミラス様式のものを採用している。同型艦として「ノイ・ランベア」「ノイ・シュデルク」「ノイ・ダロルド」が存在し、4隻合わせて「バーガー戦闘団」として第20話から登場。

#### 航宙機（ガミラス）
空間格闘戦闘機DWG262＜ツヴァルケ＞ 大使館員専用機
クラウス・キーマンの専用機。白銀の機体にガミラスの紋様が塗装されている。ヤマトと合流してテレザートへ向かう。

## 登場勢力・登場天体
地球連邦
コスモリバースシステムによって元の姿へ回復した地球が樹立した、新たな政府。地球イスカンダル和親条約を無視し、「波動砲艦隊計画」を軸とした軍備拡大路線へ進みつつある。
さらに、後述の時間断層の使用権の見返りとして、ガミラスの植民星の権利を手にしている。
地球
地球連邦の本星。かつて遊星爆弾によって干上がった海も荒野と化した大地も、すべてコスモリバースシステムによって元の姿に戻っており、一般市民は地下都市を出て地上での生活に戻っている。
月
地球の衛星にして地球連邦の領有する星。地球と同様に地球連邦防衛軍の部隊が駐屯しているほか、遊星爆弾症候群の患者である子供たちを収容する医療施設が存在する。また、バレルらが詰めているガミラスの大使館も存在し、大使館の敷地全体とその上空域はガミラスの領土や領空として扱われている。
第十一番惑星
第3話から登場する。地球連邦の領有する、太陽から遠く離れた楕円軌道を回る惑星。本作ではガミラスが戦時中に開拓した星で、ガミラス製の人工太陽によって生存可能な環境が整えられていると設定されている。地球とガミラスの和平後は地球連邦の管理下に移り、地球人とガミラス人の入植者が共に暮らしている。
ガトランティス軍の襲撃を受けて壊滅し、2000名近い犠牲者を出す。

ガミラス帝国
『2199』における敵勢国家。本作では地球と和平条約を結んでいる。現在の実態は、デスラー政権の強権を失ったことから植民星の独立運動が活発化しており、ガミラス内部でも旧デスラー政権への復古派やそれ以前のガミラス大公国時代への復古を目指す勢力が跋扈するなど、混迷を極めている。そのため、地球との条約の裏では持て余した植民星を地球連邦へ割譲し、その見返りとして時間断層の一部使用権を得て、ガミラス艦を建造している。
反ガミラス統治破壊解放軍
第8話・第9話に登場する反政府勢力。ガミラス大公国時代の復古を理念とする。旧デスラー政権が唱えた覇権主義にも反発しており、植民星の独立運動を支援している。
帝星ガトランティス
本作の主敵となる戦闘国家。謎が多く、ガミラスでさえその全貌を掴めていない。元々は「ゼムリア人」という種族によって生み出された人造兵士であったことが明かされる。劇中に登場するガトランティス人は全て男性型で、彼等には生殖能力が無く、子孫はクローンである。
白色彗星
ガトランティスの母星。ゼムリア人の遺伝子を持つ、白銀の巫女の演奏によって操作される。元々は古代アケーリアス文明が遺した、悪しき道へ進んだ人類を抹殺するための破壊装置。特殊な出自ゆえに「種の存続」という生命の基本目的を持たないガトランティスに発見・起動されたことで、宇宙のすべての人類をあまねく滅亡させんとする存在となる。
都市帝国
ガス帯の内部にある白色彗星の｢本体｣。直径が土星程もある巨大な要塞となっており、最上部には超巨大戦艦の艦首を彷彿とさせる構造物が存在する。その下には何本もの足のような構造物が設置されており、中には惑星ゼムリアをはじめとする幾つかの惑星が捉えられている。
惑星ゼムリア
ガトランティスを生み出した種族｢ゼムリア人｣の母星。本編より1000年前には、ズォーダーを筆頭とする人造人間とゼムリア人との間で戦争が起こり、その後｢滅びの方舟｣のシステムを掌握したズォーダーによって都市帝国の中に格納された。第6章においてヤマトが不時着した惑星であり、ガトランティスの過去を知ったヤマトを星諸共葬るべく放たれたレギオネル・カノーネによって破壊された。

テレザート星
「かつて文明の頂点を極め、意志を物理的な力に変換して操ることすら可能だった星で、その果てに住民は肉体を捨てて精神の存在となり、『テレサ』という1つの生命として結晶した」という伝説が伝わっている星。
第1話でガトランティスの侵攻を受け、守り人である僧侶たちが虐殺され、占領される。その後、テレサのコスモウェーブの遮断とテレザートの力の吸収を目的として周囲を岩盤で覆う、星自体の封印作業が進められる。
惑星シュトラバーゼ
第8話・第9話に登場する惑星。太陽系からテレザート星方向へ約1800光年の位置に存在する。古代アケーリアス文明の足跡が残る惑星で、表面から巨大な結晶が伸びるという特異な形状をしている。
第十一番惑星の避難民を地球へ向かうガミラス艦隊に託すため、ヤマトはこの惑星を訪れ、そこにある遺跡で古代とズォーダーが初の対面を果たす。

## 用語
波動砲艦隊計画（はどうほうかんたいけいかく）
地球連邦が進める軍備拡大路線の中核を成す計画。「波動砲艦隊構想」とも呼ばれる。その名の通り、多数の波動砲搭載艦によって、強大な火力を有する艦隊を編成するというものである。かつてイスカンダルにて沖田とスターシャの間で交わされ、波動砲を封印することとなった「地球イスカンダル和親条約」を、「一艦長の独断による口約束」という理屈で反故にして推し進められている。また、これに伴ってヤマトも戦列復帰が決定し、波動砲の封印が解かれることとなる。旧ヤマト乗組員や土方など、沖田と親交のあった者たちはこの計画に反発・疑問視しているうえ、第17話での芹沢の発言から地球内外でも批判の声は多いことが判明している。
時間断層（じかんだんそう）
コスモリバースシステムによる再生の副作用として、地球に生じた空間。「リバースシンドローム」とも呼ばれる。時間の流れが外の10倍（外部の1日が内部の10日に相当）になっている。普通の人間には身体が耐えられず、生身なら長くても10分、防護服を着用しても1時間程度しか留まれない。
「波動砲艦隊計画」の要であり、地球政府はこの空間に大規模な無人軍事工場を建設して迅速に技術を進歩させ、アンドロメダをはじめとする波動砲艦隊を量産している。軍事工場内部では、AIによる分割シミュレーションが行われており、最新データが「銀河」の指揮AI（ブラックアナライザー）に更新されている。さらに、施設の一部使用権をガミラスへ売り、見返りとしてガミラスの一部植民星の権利を譲渡されている。
防衛軍はガトランティスとの絶望的な戦力差に、時間断層の生産力で対抗しようとするが、その存在を知ったズォーダーは地球を滅ぼす考えを止め、都市帝国の一部として地球諸共取り込もうと画策する。
ガトランティスとの戦いの後、高次元空間に取り残された古代と雪を救出するためには時間断層の消滅が必須であることがわかり、地球の軍備を支えてきた時間断層を残すべきという意見と、時間断層と引き換えてでも二人を救出すべきという意見の両方が挙がった。地球連邦政府は世界の人々にこの決断を委ねるべく、全世界規模の住民投票を行った。その結果、二人を救出すべきという票が多数となり、最終的に時間断層は放棄され、消滅することとなった。
遊星爆弾症候群（ゆうせいばくだんしょうこうぐん）
かつて沖田の身を蝕み、彼の命を奪った病。かつて遊星爆弾がもたらした汚染物質は、コスモリバースシステムによって回復した地球環境に残留していたため、それによって加藤翼を含む新生児たちが二次感染を経て発症し、治療を要している。なお、地球側は月面に医療施設を用意しているが、抜本的な治療法は未だ確立されていない。
しかし、第18話・第19話において加藤三郎が桂木透子を介してガトランティスと取引を行い、治療薬の製造データがガトランティスから地球へ提供される。
古代アケーリアス文明（こだいアケーリアスぶんめい）
太古に存在した星間文明。知的生物の種を宇宙に蒔き、地球人やガミラス人をはじめとする人類の基礎を築き上げた創造主であると云われている。文明の存在は現在でも遺跡などの形で多く知られており、白色彗星も元々は文明に端を発した破壊装置であるとされている。
反波動格子（はんはどうこうし）
波動エンジンに干渉し、出力を制御する光球状の機構。出力を高めれば、波動エンジンの停止や破壊も可能となる。第8話においてキーマンがカーゼットから受け取り、反ガミラス統治破壊解放軍との戦闘の隙を突いてヤマトの波動エンジンに仕掛けた後、起動される。除去はほぼ不可能であったが、後に真田はこのシステムを利用した「トランジット波動砲」を考案する。
ゴレム
ガトランティスに対する安全装置。遥かな昔にゼムリア人によって作られた装置で、ゼムリアの語り部は「滅びの調べを奏でる物」と呼んでいる。起動ないし破壊しようとすれば、ガトランティス人を構成する人造細胞を破壊する歌を奏で、全宇宙のガトランティス人を死滅させることができる。1000年前、ズォーダーも反乱時にこれを押さえたが、破壊することはできなかった。現在は都市帝国の天守閣「大帝玉座の間」に存在しており、最上部にズォーダーが座る玉座が設置されている。

## スタッフ
- 製作総指揮 - 西﨑彰司
- 原作 - 西﨑義展
- 監督 - 羽原信義
- シリーズ構成 - 福井晴敏
- 脚本 - 福井晴敏、岡秀樹
- 副監督 - 小林誠
- キャラクターデザイン - 結城信輝
- ゲストキャラクター・プロップデザイン - 山岡信一
- メカニカルデザイン - 玉盛順一朗、石津泰志
- 美術監督 - 谷岡善王
- 色彩設計 - 福谷直樹
- 撮影監督 - 堀野大輔
- 編集 - 小野寺絵美
- 音楽 - 宮川彬良、宮川泰[23][注 2]
- 音響監督 - 吉田知弘
- 音響効果 - 西村睦弘
- オリジナルサウンドエフェクト - 柏原満
- CGディレクター - 木村太一
- 統括プロデューサー - 濱田健二
- チーフプロデューサー - 藤澤宜彦
- プロデューサー - 古川寛高
- アニメーションプロデューサー - 小松紘起
- アニメーション制作 - XEBEC
- 製作 - 宇宙戦艦ヤマト2202製作委員会[注 3][26][27][28]

## 製作

### スタッフィング
制作会社は『2199』から引き続きXEBECとなっているが、主要スタッフが一部入れ替わっている。
監督が『2199』『宇宙戦艦ヤマト2199 星巡る方舟』（以下、『星巡る方舟』）での出渕裕から『宇宙戦艦ヤマト 復活篇 ディレクターズカット版』でアニメーションディレクターを担当した羽原信義に交代している。また、『2199』で美術系スタッフとして参加し、『復活篇』で副監督、同DC版で監督代行を務めた小林誠が、本作では副監督として参加しているなど、上層のスタッフが『復活篇』主要スタッフだった人物に入れ替わっている。
脚本には『亡国のイージス』や『機動戦士ガンダムUC』を手掛けた小説家の福井晴敏と、特撮など実写映画系統の監督である岡秀樹が参加。各話ごとに分担していた『2199』と異なり福井と岡が全体を担当しており、シリーズ構成も福井が担っている。先に候補として挙げられたのは岡の方であり、当時まだ監督と決まっていなかった羽原が「ドラマに対して熱く感じるところが同じ」と考え、推薦した。福井が最初のオファーをかけられたのは『2199』が終わる2013年頃だったが、当時はまだOVA版『機動戦士ガンダムUC』が製作途上だったことから断っており、同作終了後に改めてオファーを受けた。年齢的に「ヤマト世代」だった福井は、「やるしかない」「一度バラバラになったものを一つにまとめたい」という思いだったという。その後、2015年4月頃に福井が企画書を提示し、同年夏頃にスタッフが固まった。
監督関係や脚本関係のスタッフが入れ替わっている一方で、デザイン関係のスタッフは『2199』からほぼ据え置きとなっている。

### プロット・脚本・ストーリーコンセプト
脚本製作は、福井が書いた大筋のストーリーを基に岡がシナリオを書き、それに福井が修正を加えるという手順をとっている。
まず最初に福井がプロットを1人で自由に書き、それをもとに他のスタッフと協議して脚本に仕上げていっている。具体的には、福井のプロットを基に岡がロングプロットを作り、福井と羽原の確認を経てから全体会議へ提出され、そこで出た意見を盛り込んで脚本化する。脚本化作業は、まず岡がたたき台となる「ゼロ稿」をロングプロットと同じ要領で書き、福井が「初稿」として仕上げている。なお、最初の土台となる福井のプロットは、内容の取捨選択を行うことを最初から前提として、アイデアを可能な限り多く入れて長めに作られている。
内容は基本的には『さらば』をベースとしているが、随所に『ヤマト2』からのガジェットを引用し、『2199』で追加された設定（波動砲の使用禁止やガミラスの存続など）を矛盾なく生かすため、旧作の空気感を残しつつも新しい展開になることを福井は指摘している。第1話は『2199』からのつながりを意識した内容で、第2話以降を『さらば』のリメイクとして認識できる構成にしている。また、『さらば』を戦後復興からバブル期への10年間ほどのらん熟期に向き合った作品であると認識し、本作は東日本大震災などの社会情勢に向き合ったものとして描いている。福井は「真正面から、今の若い人たちの愛、ひいては国への愛につながるような構成にした」と述べている。
作品タイトルは福井が考えており、地球の復興に1年は短すぎるという理由、および2作目であることの提示や2並びの覚えやすさなどから、タイトルおよび設定年代は『さらば』『ヤマト2』と同じ「2201」ではなく「2202」としている。「2202」最後の「2」を大きく強調して、副題に「愛の戦士たち」をつけることで、本作が『さらば』と『ヤマト2』のどちらの結末へも行くことができることを示している。また、「2202」の「0」をスラッシュを入れた「∅」にすることで、（『さらば』と『ヤマト2』の）どちらでもない」という意味を込めている。タイトルが提案されたのは初期のプロットの書き始め段階で、「2202」は単純に語音の良さや前作のタイトルとのつながりを考えてつけられたものだが、「愛の戦士たち」は作品の方向性を決めるものとして打ち出しており、「愛」をテーマとして本作を描いていることを福井は語っている。

### デザイン・美術
キャラクターデザインは結城信輝と山岡信一が前作から続投しているが、デザイン原案も担当していた出渕は本作に不参加となっている。
メカニカルデザイン・セットデザインに関しては、前作までに参加していた玉盛順一朗・石津泰志・山根公利・出渕・高倉武史・小林誠・渡部隆のうち、メインメカを担当していた玉盛と石津、艦内デザインを主に担当していた高倉は本作でも続投している。その一方、一部航空機や戦車、艦・機内デザインなどを担当していた山根は参加していない。
小林は、デザイン関係ではクレジットされていないが、本作でも背景美術のイメージボートを描き起こしたり、コスモタイガーIやアンドロメダ級の空母型などのデザインを担当したり、さらにはメカのカラーリングデザインを行ったりしている。
玉盛と石津は主に旧作メカのリファインを担当。『2199』と同様、玉盛が地球側、石津が異星人側を担っている。しかし、旧作メカがほぼ全て登場した『2199』とは異なり、本作では地球側の巡洋艦や駆逐艦、ガトランティス側の潜宙艦や各種航空機など旧作メカの半分近くがオミットされてしまっている。特にガトランティスは『星巡る方舟』でおおよそのメカが登場済みであったため、本作で新たに石津が描き起こしたデザインは『2199』と比較するとだいぶ少ない。
一方で、本作新規のメカはほとんど小林がデザインを行っている。元々シナリオでは新規のメカをあまり登場させておらず、小林のメカは多くは絵コンテなどの段階で小林自身が演出とセットで提案したものである。そのため、後述の第1話や第13話・第17話など小林デザインのメカが初めて活躍する回は、（主に戦闘シーンにおいて）元のシナリオから大きく改変されていることが多い。
新規メカでもノイ・デウスーラは石津のデザインであり（カラー設定は小林）、厳密には旧作メカ・新規メカといった区別というより、当初から登場が予定されていたメカ＝玉盛・石津、後付けで登場が決まったメカ＝小林という図式に近い。

### 演出
本作では理屈や数値上の正しさよりも演出を優先して絵作りを行っている。

#### 作画
人物の作画は『さらば』『ヤマト2』に寄せるためにも影のつけ方が変更され、『2199』とは異なるより硬派な印象を与えるものとなっている。それは戦闘シーンにも反映されており、カットバックなどを入れ込むことで人物の心情を浮き彫りにしている。また、艦船の見せ方については重量感を優先させることを徹底しているが、第1話で古代が乗っているゆうなぎだけは、彼が戦闘機乗りであることや、新政府へのわだかまりからやや捨て鉢になっていることを踏まえ、異質な描き方をしている。
羽原が『復活篇』に参加していた当時、同作や『さらば』に参加していた湖川友謙と親交を持ったことから、彼が本作にも参加することとなり、第1話序盤でテレザート星の映像を煽り構図で眺めるズォーダーのカットの原画を担当した。湖川はその後の話でもガトランティス側の原画を担当しており、第七章の劇場公開前には第1話への参加について「私の原画を修正しないということなら描くよ（笑）」との理由や、「彗星帝国側のキャラは私が全部作画してもいいよ」と羽原に返事したことを、明かしている。

#### 3DCG
CG制作は前作までのSUNRISE D.I.D.から、『星巡る方舟』で3Dレイアウトを担当していたサブリメイションに代わっている。それに伴い、制作用ツールが3ds MaxからLightWaveに替わっており、前作までの3Dモデルデータは、30 - 40個程度をLightWaveに合うように落とし込んで引き継いでいる。エフェクト系は3ds Max独自の機能を使っているものも多く、単純なデータの流用がほぼできないため、データを一度分解して組み立て直すなど、前作までと同じ見た目のものを再現するのに苦労したという。
上記の通り、演出や絵的な見栄えを優先しており、コスモタイガーIIに金田パースをオマージュした「バージョンK」と呼ばれる3Dモデルを用意したり、戦艦を大きく引き伸ばして巨大感を出すように映したりしている。また、爆発時の破片やパネルラインから漏れる光などには、After Effectsを用いた2D処理による補完を行っている。
一方、前作まででメカ全般の表現・演出を担う「チーフメカニカルディレクター」を担当していた西井正典が本作には不参加となっており、彼が担当していたCGに手描きでディテールを描き足す「ディテールアップ作画」も、本作では規模を縮小している。代わりに、3Dモデルの段階でディテールを盛り込んでいく方針となっている。

#### 演出の脚本への影響
前述のとおり、本作はアイデアの取捨選択を前提として長いプロットが描かれており、各話脚本決定稿へ至るまでにもだいぶ内容が削られているが、一部の話は脚本決定稿以降にも大胆なシナリオの改変が行われている。
羽原は『2199』に対して、要素を詰め込み過ぎてメカを見せる尺が短くなったいう反省をしており、本作はセリフを可能な限り削ってメカ描写を優先させている。その結果、脚本に存在していたキャラクター同士の掛け合いや戦況等の状況説明などをセリフで表現するシーンはかなり減らされており、さらに伏線や後の話に影響するセリフなどもいくつか無くなってしまっている。セリフを削って分かりにくくなった部分があることは羽原自身も認識しており、分からないところはBD特別限定版特典の脚本をぜひ読んでほしいとインタビューで述べている。
戦闘シーンにおいては、副監督の小林による演出アイデアも多く、例えば第1話ではニードルスレイブ・ガミラス臣民の壁を装備したゼルグート級・岩塊から出てくるカラクルム級などの要素が、絵コンテ以降の段階で追加されており、結果的に元の脚本から大きく流れが変化している部分もある。

### 音楽・音響
音楽は宮川彬良が前作から続投しており、音響監督も吉田知弘が続投している。本作の劇伴 (BGM) も主に、旧作用に彬良の父の宮川泰が作・編曲したものを元にして彬良が改めて楽譜を起こした、再録音版である。『2199』と同じく旧作の譜面が現存していないため、宮川彬良は耳コピーで本作用の楽譜を新たに書き起こしたうえ、依頼されていない曲も作っている。
1度目のレコーディングが開始されたのは2016年の11月下旬で、この時は計85曲が制作された。そのうち、『さらば』『ヤマト2』のBGMの再録曲は約50曲で、元がバリエーション違いも含めて200曲以上に上り、すべてを再録することが不可能なため、この曲数に絞り込まれた。その後、2017年8月にも収録が行われており、11月以降にももう1回収録が予定されている。
なお、原曲の作曲者である宮川泰は、第一章ではクレジットされていなかった。
音響面での特徴として、本作の音響は2chステレオ（テレビ放送などで最も一般的な左右のスピーカーから音声を流すもの）で制作されているが、第二章以降の劇場上映時は3ch（左右および中央の計3つのスピーカーから音声を流すもの）に再編集している。これは、第一章が『ガールズ&パンツァー 劇場版』とコラボ上映した際、吉田が同作の音響（ガールズ&パンツァー 劇場版#音響へのこだわりも参照）に触発され、本作の音響を劇場用に調整しようと思ったため行われた。3ch化作業は吉田が個人的に行っているもので、作業場所は彼の自宅であり、費用も自腹である。そのため、この3ch音響版は、ビデオソフトには収録されておらず、通常の2chステレオのみとなっている。

## 主題曲
「第〇章」は劇場上映、無印はビデオソフト、「TV」はテレビ放送時の使用話数。
オープニングテーマ
「宇宙戦艦ヤマト2202」（第二章 - 第三章 / 第2話 - 第10話 / TV第2話 - 第13話）
作曲 - 宮川泰 / 編曲 - 宮川彬良 / 演奏 - オオサカ・シオン・ウインド・オーケストラ
「宇宙戦艦ヤマト」の吹奏楽アレンジ。ボーカルはない。
アルバム「宇宙戦艦ヤマト2202 主題歌集」では、下記の歌との区別として曲名が「『宇宙戦艦ヤマト2202』メインテーマ」となっている。
「宇宙戦艦ヤマト2202」（第四章 - 第七章 / 第11話 - 第25話 / TV第14話 - 第25話）
作詞 - 阿久悠 / 作曲 - 宮川泰 / 編曲 - 宮川彬良 / 歌 - ささきいさお
「宇宙戦艦ヤマト」の新録曲。『2199』の時にリファインされた「宇宙戦艦ヤマト」は、ささき自身の年齢のこともあり、原曲に比べると角の無い綺麗な歌い方をしていたが、本曲は「『宇宙戦艦ヤマト』主題歌を歌ったときのような感じで歌ってほしい」という意向がスタッフからささきに伝えられている。曲自体のテンポも『2199』の頃より上がっており、勇壮さを意識して歌っているとささきは述べている。
なお、これまでの作品とは異なり、オープニングとして使用されているのは、2番の方となっている。

エンディングテーマ
『2199』のときと同様、劇場上映ではフルサイズ、ビデオソフトとTV放送ではショートサイズで流れる。また、これも『2199』と同様だが、ショートサイズといってもソフト版とTV放送版では編集が異なっている（TVではアニメエンディングとして一般的な約90秒の尺に収まる長さに統一されている）。
「ヤマトより愛をこめて」（第一章・第七章 / 第1話 - 第2話・最終話 / TV最終話）
作詞 - 阿久悠 / 作曲 - 大野克夫 / 編曲 - 宮川泰 / 歌 - 沢田研二
『さらば』のエンディングテーマとして使用された音源を流用している。
「月の鏡」（第二章 / 第3話 - 第6話 / TV第1話 - 第5話・第16話 - 第18話）
作詞・作曲・プロデュース - S.E.N.S. Project / 歌 - テレサ（神田沙也加）
「君、ヒトヒラ」（第三章 / 第7話 - 第10話 / TV第6話 - 第10話）
プロデュース - S.E.N.S. Project / 作詞 - 有馬詩乃 / 作曲 - カワノミチオ / 歌 - ありましの
「CRIMSON RED」（第四章 / 第11話 - 第14話・第23話 / TV第11話 - 第15話）
作詞・作曲・プロデュース - S.E.N.S. Project / 歌 - 星野裕矢
「ようらんか」（第五章 / 第15話 - 第18話・第24話）
作詞・作曲・プロデュース - S.E.N.S. Project / 歌 - ありましの with MayTree
「大いなる和」（第六章 / 第19話 - 第22話・第25話 / TV第19話 - 第25話）
作詞・作曲・プロデュース - S.E.N.S. Project / 歌 - 山寺宏一

## エピソードリスト
| # | タイトル                                   | 絵コンテ           | 演出             | 総作画監督                 | 作画監督                           |
| --- | ------------------------------------------ | ------------------ | ---------------- | -------------------------- | ---------------------------------- |
| 第1話 | 西暦2202年・甦れ宇宙戦艦ヤマト             | 榎本明広           | 加戸誉夫         | -                          | 前田明寿、髙木弘樹                 |
| 地球・ガミラス連合艦隊は、占拠されたガミラス基地奪還のため、ガトランティス艦隊と交戦する。その中には、古代進が艦長を務める戦艦「ゆうなぎ」もいた。敵カラクルム級戦闘艦の攻撃によって連合艦隊は劣勢に陥るが、地球の最新鋭艦「アンドロメダ」が発射した拡散波動砲によって敵艦隊は壊滅する。イスカンダルとの約束を反故にされたと知って古代たちが憤る中、轟沈を辛うじてまぬがれたカラクルム級が帰還する地球艦を追って地球圏へワープし、都市部への特攻を試みる。ゆうなぎの追撃の甲斐もなく敵艦は地球へ墜落していくが、海底ドック内で真田志郎たちによって改装されていた「ヤマト」が発射した主砲によって敵艦は撃沈され、地球は危機をまぬがれる。その直後、古代の前にヤマト艦長・沖田十三の幻影が現れ、「ヤマトに乗れ」と語りかけてくる。 |                                            |                    |                  |                            |                                    |
| 第2話 | 緊迫・月面大使館に潜行せよ                 | アミノテツロ       | 上坪亮樹         | -                          | 高見明男                           |
| 沖田の命日である2202年12月8日、地球ではアンドロメダ級4隻の進宙式が行われており、英雄の丘に集った元ヤマト乗組員たちは、軍拡路線の地球の復興政策に違和感を覚える。さらに、森雪を除く全員が「ヤマトに乗れ」と告げられる幻覚を見ていたことを知る。後日、古代と島大介は幻覚を見せたエネルギーの解析データを真田から見せられる。それは、宇宙の彼方で助けを求める何者かのメッセージだった。古代は助けに行くべきと主張するが、乏しい根拠では軍は動かないと島に諭される。複雑な思いを抱えながら地下都市を訪れた古代は、そこで出会ったガミラスの地球駐在武官クラウス・キーマンに、元ヤマト乗組員全員が監視されていることを教えられる。古代はキーマンに導かれ、地球大使ローレン・バレルに会うため、ひそかに月面大使館へ向かう。 |                                            |                    |                  |                            |                                    |
| 第3話 | 衝撃・コスモリバースの遺産                 | 二瓶勇一           | 川崎ゆたか       | -                          | 前田明寿、齊藤格                   |
| バレルと密談した古代はテレザート星と女神テレサの神話を聞かされ、ヤマト乗組員はテレザートに向かわなければならない旨を告げられる。さらに、コスモリバースシステムの副作用によって地球に生じた、時間の流れが異なる空間「時間断層」の存在と、それを利用した地球の軍備拡張、および地球とガミラスの同盟の裏事情を知らされる。テレザートへの調査航海を上層部に打診するも却下された古代は、仲間と共にヤマトの無断発進を決意する。その一方で、雪を巻き込みたくないという思いから彼女に地球に残ってほしいと告げるが、幻の件も含めて苦悩していた雪は婚約指輪を残し、去ってしまう。その頃、太陽系辺境の第十一番惑星は、ガトランティス艦隊に襲撃されていた。 |                                            |                    |                  |                            |                                    |
| 第4話 | 未知への発進！                             | 加戸誉夫           | 加戸誉夫         | -                          | 髙木弘樹、前田明寿、石原満         |
| 旧ヤマト乗組員が集結し、古代を艦長代理としてヤマトの発進準備を進める。軍長官の藤堂平九郎の説得を受けるが、決意を固めるヤマト乗組員は誰一人として応じず、準備が整えられていく。武装兵による妨害や彼らとの交戦によって山崎奨ら4名の残留者を出しながら、ヤマトは発進に成功する。 |                                            |                    |                  |                            |                                    |
| 第5話 | 激突！ヤマト対アンドロメダ                 | 中村里美           | 矢野孝典         | -                          | 高見明男                           |
| 小惑星帯までたどり着いたヤマトへ元ヤマト航空隊員が合流するが、そこにキーマンもアドバイザーとして乗艦してくる。その直後、軍の命令を受けたアンドロメダがヤマトを阻止するために接近し、アンドロメダ艦長の山南修の説得を拒否した古代たちはアンドロメダとの一騎討ちに挑み、強行突破する。やがて、地球連邦大統領と交渉したバレルによってヤマトの反乱容疑は晴らされ、正式にテレザート星への派遣任務を受ける。 |                                            |                    |                  |                            |                                    |
| 第6話 | 死闘・第十一番惑星                         | 榎本明広           | 星野真           | -                          | 小林千鶴、石原満、前田明寿         |
| ガトランティスの攻撃で壊滅した第十一番惑星は、司令官の土方竜の降伏申請も一蹴され、今なお攻撃を受け続けていた。一方、交戦を続ける空間騎兵隊は、隊員の永倉志織を救援要請のために脱出させる。救助した永倉から事情を聞いたヤマトは、テレザートへの航海を優先するよう軍上層部に指示されるも救援を決意し、第十一番惑星に向かう。ヤマトは避難民を収容して脱出を図るが、ワープアウトしてきたカラクルム級数隻による巨大なビームが惑星の地表を薙ぎ払い、その閃光に呑み込まれる。 |                                            |                    |                  |                            |                                    |
| 第7話 | 光芒一閃！波動砲の輝き                     | 加戸誉夫、羽原信義 | 小谷野竜成       | -                          | 髙木弘樹                           |
| 瓦礫に埋もれつつも、ヤマトは辛うじて生き延びる。しかし、上空では無数のカラクルム級がワープアウトしてきており、第十一番惑星の人工太陽をエネルギー源とした兵器で地球を狙っていることが判明する。古代は波動砲の使用について苦悩した末、人工太陽を波動砲で撃ち抜いて特殊な干渉波を発生させ、敵艦隊をすべて行動不能にしたうえで撤退を呼びかけるという選択をする。波動砲を使いながらも、一切の犠牲を出さずに地球を救ってみせたことに対し、古代は自己欺瞞だと理解しつつも、そこから歩み始めることを決める。 |                                            |                    |                  |                            |                                    |
| 第8話 | 惑星シュトラバーゼの罠！                   | 上坪亮樹           | 上坪亮樹         | -                          | 前田明寿、石原満、小林千鶴、千葉充 |
| 救助した土方や空間騎兵隊、避難民などを抱えたヤマトは、避難民を地球へ向かうガミラス艦に託すため、惑星シュトラバーゼに向かう。その途中、密航していた雪と再会した古代はわだかまりが解けず、彼女に避難民の引率を命じてしまう。ヤマトはシュトラバーゼでガミラス艦3隻と合流するが、そこへガミラスの反乱軍が襲撃してくる。その混乱の中、キーマンはガミラス艦乗員から渡された「反波動格子」と呼ばれるものを、密かに波動エンジンに仕掛けていた。一方、無断でヤマトを出奔した避難民の1人であるレドラウズ教授を連れ戻しにアケーリアス遺跡を訪れた古代は、そこで教授を操るガトランティスの大帝ズォーダーと出会う。 |                                            |                    |                  |                            |                                    |
| 第9話 | ズォーダー、悪魔の選択                     | 加戸誉夫、羽原信義 | 伊藤浩           | 前田明寿                   | 渡辺浩二                           |
| 土方の臨時指揮下でヤマトは反乱軍と交戦していたが、敵の予想以上の火力に、惑星が崩壊し始める。一方、古代と対面したズォーダーは、自種族が人為的に作り出された人造兵士であるという出自や、宇宙を支配する大義を語る。そして、古代の持つ愛がエゴであると示すため、3隻すべてのガミラス艦の避難民の中に、ガトランティスの人間爆弾が紛れていることを明かし、1隻だけ選んで助けろと迫る。罪悪感を抱えつつも雪の乗る艦を選ぼうとする古代に対し、雪は彼を苦しませず自身を選択要素から外そうと艦から身を投げ、古代は選択を放棄して雪を助けに行く。その行為に憤ったズォーダーは3隻とも墜落させようとするが、ヤマトは全員を助けようと、崩壊する惑星内核へ波動砲を撃つ。古代が雪に求婚する中、2人は波動砲の命中した惑星内核から弾き出され、救われる。 |                                            |                    |                  |                            |                                    |
| 第10話 | 幻惑・危機を呼ぶ宇宙ホタル                 | アミノテツロ       | 川崎ゆたか       | -                          | 高見明男                           |
| テレザートへの行程の3分の1を消化したヤマトの進路上には敵本星と思しき白色彗星があり、そのまま進むか引き返して出直すかの選択に迫られる。そんな中、いくつもの問題を抱えたことにより、古代は心身共に疲労してしまう。催眠効果を持つ宇宙ホタルの騒動の後、テレサからの2度目のメッセージが届き、古代は沖田の幻影に励まされる。そして、空間騎兵隊なども含めたヤマト乗組員一同は、虚空に浮かぶテレザート星とテレサの姿を目撃する。古代たちは決意を固め、テレザートへ再び進み始める。一方、ガトランティスではシュトラバーゼでヤマトが見せた「執念」というものを知るべく、ズォーダーがかつてのガミラス総統デスラーに艦隊を与えていた。 |                                            |                    |                  |                            |                                    |
| 第11話 | デスラーの挑戦！                           | 二瓶勇一           | 孫承希           | -                          | 高見明男、髙木弘樹、岡辰也         |
| デスラーは監視役であるミルを伴い、ヤマトとの戦闘に入る。敵の正体もわからないままミサイルの波状攻撃に曝されたヤマトはワープで逃走するが、異空間へ迷い込んでしまい、デスラー艦隊の追撃に遭う。ヤマトは異空間内にあったアケーリアスの遺跡とデスラー砲のエネルギーを利用して再度ワープを行い、辛くも逃走に成功する。一方、デスラーの真の狙いはヤマトの撃破ではなく、ヤマトとの戦闘を隠れ蓑に異空間を利用してガトランティスの監視から外れることであり、戦闘後にガミラスの旧体制派の艦隊と合流し、ミルを拘束する。 |                                            |                    |                  |                            |                                    |
| 第12話 | 驚異の白色彗星帝国・ヤマト強行突破！       | 寺岡巌             | 矢野孝典         | -                          | 石原満、小林千鶴、前田明寿         |
| ヤマトに残留するかつてのレドラウズの助手にしてガトランティスのスパイだった桂木透子は疑惑の目を向けられ、艦内からの逃走を図る。その時、テレザートから吸い上げたエネルギーでワープした白色彗星がヤマトの前面に出現する。ヤマトは強力な重力波によって彗星内部に引きずり込まれ、そこで核と思わしき惑星規模の物体の影を目撃する。そんな中、白色彗星を操る白銀の巫女・サーベラーは、桂木との共鳴を起こす。桂木とサーベラーは、どちらもオリジナルの「サーベラー」のコピーである「純粋体」であった。共鳴の結果、封じられていたオリジナルの記憶を取り戻したサーベラーはズォーダーのことを諭すが、彼の手によって殺される。その隙に乗じ、ヤマトは白色彗星からの離脱に成功する。 |                                            |                    |                  |                            |                                    |
| 第13話 | テレザート上陸作戦・敵ミサイル艦隊を叩け！ | 岩崎知子           | 伊藤浩           | 高見明男、前田明寿         | 島崎望                             |
| ヤマトの捕虜となった桂木は、波動砲を対人使用しない古代を偽善者と嘲る。その後、ついにヤマトはテレザート星へ到達するが、テレザートは岩盤による封印作業が最終段階に入りつつあり、最後の岩盤を挟んで内側にテレザート直掩艦隊、外側にゴーランドのミサイル艦隊が布陣していた。小ワープで岩盤の裏に回り込み、波動砲で岩盤を破壊してゴーランド艦隊を牽制しつつ敵艦隊を撃滅しようとするヤマトは、発射された「破滅ミサイル」によって窮地に陥る。急遽作戦を軌道修正し、波動砲による直接撃破が決定されるが、古代は波動砲の対人使用に最後の踏ん切りをつけられずにいた。そんな古代に対し、島ら他の乗組員たちは一丸となって波動砲発射の重荷を背負うことを宣言する。そして波動砲は発射され、ゴーランド艦隊を撃破する。 |                                            |                    |                  |                            |                                    |
| 第14話 | ザバイバル猛攻・テレサを発見せよ           | 二瓶勇一           | 小谷野竜成       | -                          | 前田明寿、髙木弘樹、山岡信一       |
| 空間騎兵隊はテレザート星の地上においてザバイバルの陸戦師団と交戦した末、メダルーサ級改造戦車や反射衛星砲に辛勝し、斉藤はザバイバルを一騎打ちの末に倒す。封印を解除し、惑星中心部「テレザリアム」でテレサと邂逅した古代たちに、テレサは白色彗星の正体が古代アケーリアスの残した破壊システムであること、それをガトランティスが目覚めさせて利用していることを明かす。その攻略のヒントを求める古代にテレサが「『大いなる和』たるヤマトを中心とした『縁』の力が白色彗星を止めるだろう」と告げたそこへ、縁でつながった者の1人としてデスラーが現れる。 |                                            |                    |                  |                            |                                    |
| 第15話 | テレサよ、デスラーのために泣け！           | アミノテツロ       | 大槻敦史         | -                          | 髙木弘樹、石原満                   |
| 古代たちに対し、デスラーはテレサを取引材料にしてガトランティスと交渉することを述べる。一方、テレザート上空ではデスラー艦隊がヤマトと対峙していた。ヤマトは古代たちとコンタクトを取るため、自らを囮にしてキーマンを上陸させる。テレザリアムに着いたキーマンはデスラーと対峙し、自分がデスラーの甥であることを告げる。さらに、かつてガミラスが進めた拡大政策の裏には、寿命が近いガミラス星と同じ環境を持つ移住可能惑星の発見という真の目的があり、デスラーがいまだその目的のために邁進していることが明かされる。そして、デスラーに誘われたキーマンは、古代に向けて銃を撃つ。 |                                            |                    |                  |                            |                                    |
| 第16話 | さらばテレサよ！二人のデスラーに花束を     | 実原登             | 川崎ゆたか       | -                          | 前田明寿、山根まさひろ             |
| 古代たちはデスラー艦内に囚われ、ヤマトもキーマンの反波動格子によって機関が停止し、デスラー艦隊に包囲される。キーマンは旧体制派のスパイとして、テレサの力を手に入れるためにヤマトに同乗していたという。旧体制派の首魁と通信した後、自身が進む道に悩んだキーマンやデスラーは、テレサのもとを訪れる。テレサは、キーマンに「考えるのではなく感じたことに従え」、デスラーに「誰かを大切に思う気持ちがある限り、民を率いる資格がある」と告げる。その後、キーマンは反波動格子を停止させ、古代たちを解放する。キーマンの真の立場は、旧体制派の首魁の正体を突き止める任を負った二重スパイだった。役目を終えたキーマンは、自身の感情に従って古代たちを連れ、ヤマトへ帰還する。その直後、テレサはすべての縁が整ったとして、テレザート星とともに再び姿を消す。デスラーはテレザートの消失を見届けると、旧体制派の艦隊に合流する。テレサの願いを託されたヤマトは、ガトランティスを止めるべく地球への帰途につく。 |                                            |                    |                  |                            |                                    |
| 第17話 | 土星沖海戦・波動砲艦隊集結せよ！           | 二瓶勇一           | いとがしんたろー | 結城信輝、髙木弘樹、石原満 | 名倉智史                           |
| ガトランティスの侵攻を目前にした地球では、時間断層内において人類生存の要となる技術の開発が進められていた。一方、地球への帰途を急ぐヤマト艦内においても、反波動格子を利用した「トランジット波動砲」という強力な兵器の開発が開始される。そして、サーベラーが復活したガトランティスは地球への本格的な侵攻作戦を開始し、土星圏においてバルゼー率いるガトランティス艦隊と、山南率いる地球艦隊の戦端が開く。その頃、不治の病を患う息子のことで苦悩するヤマト航空隊長・加藤三郎のもとへ、息子を助ける方法を知りたければ桂木に会うようにというメッセージが送られてくる。 |                                            |                    |                  |                            |                                    |
| 第18話 | ヤマト絶体絶命・悪魔の選択再び             | 麻宮騎亜           | 小谷野竜成       | -                          | 結城信輝                           |
| 大多数の波動砲搭載艦をもってバルゼー艦隊と渡り合う地球艦隊の異常な物量を調査し、時間断層の存在を知ったガトランティスは、白色彗星を土星圏へワープさせる。地球艦隊は彗星に対して波動砲の斉射を敢行するが、吹き飛ばしたガス帯の中から、巨大な都市帝国が出現する。都市帝国の超重力によって地球艦隊は壊滅し、アンドロメダは離脱に成功するも満身創痍となる。太陽系へ到達したヤマトはトランジット波動砲で都市帝国を打倒しようとするが、ガトランティスから息子の病を治す薬の情報を条件に取引させられた加藤が反波動格子を起動させたことで機関を停止させられ、都市帝国へ落ちていく。 |                                            |                    |                  |                            |                                    |
| 第19話 | ヤマトを継ぐもの、その名は銀河             | 二瓶勇一           | 飯村正之         | 前田明寿                   | 石原満、山根理宏                   |
| 乗組員を脱出させ、ヤマトは白色彗星の中へと消えた。進撃を再開した彗星の前に、ヤマトの同型艦である波動実験艦「銀河」を中心とした地球・ガミラス連合艦隊が立ちふさがる。銀河はAIによる高度な自立制御を備える無人艦隊の先駆けであり、ヤマトから受け継いだコスモリバースシステムを用いた友軍艦の波動エンジンの増幅・制御によって敵の進攻を食い止める。しかし、指揮AIの下す合理的ながらも非情な戦術と、それを是とする銀河乗組員に、ヤマト乗組員は困惑を深める。一方、脱出できなかった一部の乗組員を乗せたヤマトは、彗星内にある謎の惑星へと墜落していた。 |                                            |                    |                  |                            |                                    |
| 第20話 | ガトランティス、呪われし子ら               | 岩崎知子           | 球野貴裕         | 前田明寿、結城信輝         | 千葉充、常盤健太郎                 |
| ヤマト墜落時のアクシデントにより、雪が失っていた記憶を取り戻すが、代わりにこの4年の記憶を失ってしまい、古代は絶望する。キーマンたちは墜落した惑星にある遺跡を調査し、そこで遺跡の語り部と出会う。そして、ここがガトランティス発祥の地である「ゼムリア」という星であることが明らかとなる。約1000年前、ガトランティスの中で人間と相違ない高度な知性を有していたズォーダーは、ゼムリア人のサーベラーと愛を育んでいた。しかし、ゼムリアとガトランティスの戦争の中で、ゼムリアの作戦と自らの選択によって妻子を失い、「人類」と「愛」に絶望。人類を裁くために、サーベラーのコピーを巫女として、滅びの方舟（後の都市帝国）を目覚めさせたのだった。ヤマトが語り部と接触している頃、白色彗星は銀河艦隊を突破し、火星圏へとワープした。 |                                            |                    |                  |                            |                                    |
| 第21話 | 悪夢からの脱出！！                         | 大倉雅彦、羽原信義 | 小谷野竜成       | 前田明寿                   | 乘田拓茂                           |
| 語り部によって、あらゆる人造生命を死滅させる装置「ゴレム」の存在が明らかになる。しかし、それを察知したガトランティスはゼムリアを破壊しようとし、ヤマトは脱出を図らざるを得なくなる。一方、地球・ガミラス艦隊は、時間断層による絶え間ない戦力補充を頼みに、奮戦を続けていた。その中で、山南の乗る「アンドロメダ改」が彗星中心部へ突撃していき、そこでヤマトを発見する。同じ頃、銀河は指揮AIの判断により、地球人種を他の惑星で存続させる「G計画」を発動しようとしていた。AIはヤマト救出よりもG計画を優先しようとするが、銀河艦長・早紀によってAIは破壊され、銀河は火星圏へと進出。アンドロメダ改と銀河の活動により彗星の重力核は破壊され、ヤマトは白色彗星から脱出に成功する。 |                                            |                    |                  |                            |                                    |
| 第22話 | 宿命の対決！                               | 平川哲生           | 中原れい         | -                          | 結城信輝                           |
| 補修と応急改装を受けたヤマトは、ガトランティスとの決戦へと出発する。一方デスラーは、ガトランティスからガミラス民族の存亡を取引材料にされ、ヤマトを待ち受けていた。ヤマトに対しノイ・デウスーラのデスラー砲が放たれるが、直前に発光信号も送られており、これを見たキーマンの進言によりヤマトは小ワープで攻撃を回避。後顧の憂いを絶つためにヤマトはノイ・デウスーラへ強行接舷し、白兵戦を挑む。ノイ・デウスーラの艦橋において、デスラーとキーマンは対峙するが、そこへ現れたミルがデスラーを撃ち、キーマンに地球とガミラスの命運を対価にデスラーを殺すよう促した。 |                                            |                    |                  |                            |                                    |
| 第23話 | 愛の戦士たち                               | 二瓶勇一           | 常盤健太郎       | 前田明寿                   | 石原満・山根理宏・山岡信一         |
| ズォーダーの幼生体であり、やがて歴代ズォーダーの記憶を受け継いで大帝となる立場にあるミルは、その前に自身で人間を見極めようとしていた。感覚を共有するズォーダーが見つめる中、ミルはキーマンに選択を促すが、寸前で現れた古代に阻止される。古代は憎しみの連鎖を断ち切るため、自身の投降と和平交渉をミルに申し出る。ミルとズォーダーは怒りを見せて彼を撃つが、そこへ雪が立ち塞がって古代を庇う。記憶が無いはずの雪のその行為に人間の未知の可能性を見たミルは、和平交渉に応じる姿勢を見せ始める。しかし、デスラーの救出に駆け付けた親衛隊によってミルは射殺され、和平の可能性は潰えてしまう。もう戦いは止まらないと覚悟した古代は、桂木に協力を願い出る。そして、白色彗星は地球圏へと到達した。 |                                            |                    |                  |                            |                                    |
| 第24話 | ヤマト、彗星帝国を攻略せよ！               | 岩崎知子           | 中原れい         | 前田明寿                   | 乘田拓茂・千葉充                   |
| 地球へ近づく白色彗星の前にヤマトが出現し、トランジット波動砲で都市帝国を半壊させる。バレル率いるガミラス艦隊の援護の下、都市帝国中枢に到達したヤマトは、桂木の協力でゴレムへの道を突き進む。徳川や加藤、桂木など多くの犠牲を払いつつ、古代達はズォーダーの下へと辿り着く。大帝玉座の間での戦闘の中、古代はズォーダーに対し、「人間」であるなら話し合えると説得する。その最中、先代ズォーダーであるガイレーンがズォーダーを流れ弾から庇って死亡する。崩れ落ちる彼を思わず抱きかかえたズォーダーは、自身を「人間」であると認めるが、その直後ゴレムを起動した。 |                                            |                    |                  |                            |                                    |
| 第25話 | さらば宇宙戦艦ヤマト                       | 麻宮騎亜           | 小谷野竜成       | 前田明寿                   | 石原満、山根理宏、那花優統         |
| ゴレムによってガトランティス人は全滅するが、ズォーダーだけは死ななかった。自身を人間と認識したズォーダーは、サーベラーに代わって自ら滅びの方舟を操り始める。斉藤やキーマンの犠牲も虚しく、滅びの方舟は新たな形態へと進化を遂げ、地球を破壊するために動き始める。敗北を悟った古代は、自分1人を残して乗組員を退艦させ、激しい損傷で波動エンジンが臨界寸前のヤマトを特攻させることで、地球人が逃げ延びる時間を稼ごうとする。古代の考えを見抜いて残った雪とともに、2人はヤマトで滅びの方舟へと向かっていく。その時、暴走した波動エンジンによって高次元世界への穴が開き、テレサが現れる。それはヤマトが結んだ多くの縁の結果だった。そして、テレサを宿したヤマトは宇宙の彼方へ消え、閃光が宇宙に広がった。 |                                            |                    |                  |                            |                                    |
| 最終話 | 地球よ、ヤマトは…                          | アミノテツロ       | 羽原信義         | -                          | 結城信輝                           |
| ガトランティスとの戦争から半年後、消滅したはずのヤマトが時間断層から浮上してくる。ヤマトは時間断層のさらに奥にある高次元世界への辺端とも言える場所より帰還し、そして古代と雪がその世界に生きたまま取り残されていることが明らかとなる。真田達は時間断層を代価に2人を救出する案を考え、決断を国民投票に委ねる。一方、高次元世界では、先の戦いの余波で時の流れが停滞し始めていた。時間と空間は人の想いが紡ぐものであり、強すぎる想いは未来への流れを歪めてしまう。時の異常の原因は戦いに後悔し、戦わない未来を見つけられず立ち止まってしまった古代だった。そんな古代の下へ、全ての記憶を取り戻した雪が現れ、彼に手を伸ばす。古代が雪と育む小さな未来を見つけたことで、時の流れは正された。そこへ、2人を迎えにヤマトが現れる。2人を乗せ、ヤマトは地球へと帰還した。 |                                            |                    |                  |                            |                                    |

## 特別上映
『2199』同様、全7章で、少数の劇場で特別上映が行われた。上映館は、『2199』第七章時の16館から、本作第一章では配給元である松竹傘下のMOVIX系列が2館、他系列館が1館の計3館が除外された代わりに、他系列館が2館追加され、全15館となっていた。さらにその後、第二章では20館、第三章では25館、第四章では29館、第五章では35館へと増えている。都道府県別では、第一章では『2199』から兵庫県が除かれて1県少ないエリアだったが、その後、第二章で3県、第三章・第四章でそれぞれ2県ずつ、第五章で3県追加され、現在21都道府県となっている。
上映期間は当初『2199』と同じ2週間だったが、第二章で一部劇場、第三章で全劇場が3週間へと上映期間を増やし、さらに第四章では一部劇場が4週間上映となっている。
また、『2199』と同様、封切に先駆けてYouTubeのバンダイビジュアルのチャンネルにて本編の冒頭映像が配信されている。
特別上映版は数話分まとめ「第〇章」という形になっているため、本編以外の部分で地上波テレビ放映版とはフォーマットが微妙に異なる（第2章以降は上映開始冒頭に前章までのダイジェスト映像が流れる、など）。後にテレビでもWOWOWプライムで特別上映版が放送されたほか、2021年3月には特別上映版仕様のセルソフトがリリース予定。
| 章題             | 話数            | 封切日         |
| ---------------- | --------------- | -------------- |
| 第一章「嚆矢篇」 | 第1話 - 第2話   | 2017年 2月25日 |
| 第二章「発進篇」 | 第3話 - 第6話   | 6月24日        |
| 第三章「純愛篇」 | 第7話 - 第10話  | 10月14日       |
| 第四章「天命篇」 | 第11話 - 第14話 | 2018年 1月27日 |
| 第五章「煉獄篇」 | 第15話 - 第18話 | 5月25日        |
| 第六章「回生篇」 | 第19話 - 第22話 | 11月2日        |
| 第七章「新星篇」 | 第23話 - 第26話 | 2019年 3月1日  |

### 先行上映
封切日の前に、一部劇場において舞台挨拶を含めた特別先行上映が行われている。
下記の最速先行上映のほか、第一章と第二章では首都圏外の劇場で行われる「男たちの完成報告行脚」、第四章では「第一章〜第四章 イッキ見爆音オールナイト上映会」といった、振り返り上映と合わせた先行上映も開催されている。
第一章完成披露上映会
2017年2月6日に、よみうりホールで開催された。舞台挨拶には鈴村健一・神田沙也加・羽原信義・福井晴敏のほか、スペシャルゲストとしてお笑い芸人の平野ノラが登壇した。
第二章「発進篇」最速先行上映会
2017年6月7日に、新宿ピカデリーで開催された。舞台挨拶には神田沙也加・内田彩・中村繪里子・羽原信義・福井晴敏が登壇し、結城信輝が村田充と神田を古代進と森雪に見立てて描いたイラスト色紙が、神田に贈られた。
第三章「純愛篇」ティーチイン付き最速先行上映会
2017年9月27日に、新宿ピカデリーで開催された。舞台挨拶には内田彩・中村繪里子・羽原信義・福井晴敏が登壇した。
第四章「天命篇」ティーチイン付き最速先行上映会
2018年1月18日に、新宿ピカデリーで開催された。舞台挨拶にはささきいさお・中村繪里子・羽原信義・福井晴敏が登壇した。
第五章「煉獄篇」最速先行上映会
2018年5月17日に、新宿ピカデリーで開催された。舞台挨拶には桑島法子・黒沢ともよ・中村繪里子・羽原信義・福井晴敏が登壇した。
第六章「回生篇」最速先行上映会
2018年10月22日に、新宿ピカデリーで開催された。舞台挨拶には羽原信義・福井晴敏・中村繪里子が登壇した。

## テレビ放送局
| 放送期間                      | 放送時間                     | 放送局     | 対象地域   | 備考 |
| ----------------------------- | ---------------------------- | ---------- | ---------- | ---- |
| 2018年10月6日 - 2019年3月30日 | 土曜 1:23 - 1:53（金曜深夜） | テレビ東京 | 関東広域圏 |      |
|                               | 土曜 2:05 - 2:35（金曜深夜） | テレビ愛知 | 愛知県     |      |
|                               | 土曜 2:10 - 2:40（金曜深夜） | テレビ大阪 | 大阪府     |      |
| 2019年1月7日 - 7月1日         | 月曜 1:25 - 1:55（日曜深夜） | 中国放送   | 広島県     |      |

| テレビ東京 土曜 1:23 - 1:53（金曜深夜） 枠 | テレビ東京 土曜 1:23 - 1:53（金曜深夜） 枠 | テレビ東京 土曜 1:23 - 1:53（金曜深夜） 枠 |
| 前番組                                     | 番組名                                     | 次番組                                     |
| ------------------------------------------ | ------------------------------------------ | ------------------------------------------ |
| イナズマイレブン アレスの天秤 （再放送）   | 宇宙戦艦ヤマト2202 愛の戦士たち            | フルーツバスケット （2019年版）第1期       |

## 派生作品
2021年6月11日に『2199』『2202』の総集編が公開された。その後には続編にあたる『宇宙戦艦ヤマト2205 新たなる旅立ち』の劇場公開およびBD発売が予定されている。

### 「宇宙戦艦ヤマト」という時代 西暦2202年の選択
2020年2月に開催されたイベント「『宇宙戦艦ヤマト2202』コンサート2019 Blu-ray 発売記念！愛のフィルムコンサート」にて正式な題名が公表された。制作は「studio MOTHER」が担当する。
前作『2199』の劇場版総集編『追憶の航海』のような物語の凝縮的内容とは異なり、福井に言わせると、ドキュメンタリー（的な要素を多分に含んだ内容）となるとのこと。
当初は2020年内公開予定を経て2021年1月15日公開予定だったが、同年1月8日には新型コロナウイルスの感染拡大の影響による公開延期が発表され、上映館でのBD特別限定版やデジタルセル版の発売も延期された。また、1月22日には一般発売も延期された。その後、3月15日には6月11日に全国36館での公開、同日にBD特別限定版やデジタルセル版の発売、8月27日に一般発売とレンタル配信がそれぞれ決定した旨が報じられた。
2021年6月11日には劇場公開となり、『2205』の劇場公開日が同年10月8日に決定したことや全2章構成であること、新キャストが発表された。同年6月12日には新宿ピカデリーにて上映記念舞台挨拶が開催され、福井のほか、山寺宏一・桑島法子・中村繪里子・佐藤敦紀が登壇した。
2021年8月9日には『2205』の本予告編と本作の冒頭約22分が、YouTubeにてそれぞれ公開された。

#### スタッフ（西暦2202年の選択）
- 原作 - 西﨑義展[119]
- 製作総指揮・著作総監修 - 西﨑彰司[119]
- 構成・監修 - 福井晴敏[119]
- ディレクター - 佐藤敦紀[119]
- 脚本 - 皆川ゆか・福井晴敏[119]
- 脚本協力 - 岡秀樹[119]
- 設定アドバイザー - 玉盛順一朗[119]
- 新作パート絵コンテ・作画 - 麻宮騎亜[119]
- 音楽 - 宮川彬良、宮川泰
- 制作 - studio MOTHER[119]
- 配給 - 松竹ODS事業室[119]

## BD / DVD
バンダイビジュアル（第5巻以降はバンダイナムコアーツ）から、エモーションのレーベルで販売。『2199』と同様、一般発売の前に先行上映劇場においてBDの特別限定版が数量限定で先行販売された。
| 巻 | 発売日         | 発売日         | 収録話          | 品番         | 品番      | 品番      |
| 巻 | 劇場先行       | 一般           | 収録話          | BD特別限定版 | BD        | DVD       |
| -- | -------------- | -------------- | --------------- | ------------ | --------- | --------- |
| 1  | 2017年2月25日  | 2017年3月24日  | 第1話 - 第2話   | BDOT-0253    | BCXA-1204 | BCBA-4817 |
| 2  | 2017年6月24日  | 2017年7月28日  | 第3話 - 第6話   | BDOT-0254    | BCXA-1205 | BCBA-4818 |
| 3  | 2017年10月14日 | 2017年11月24日 | 第7話 - 第10話  | BDOT-0255    | BCXA-1206 | BCBA-4819 |
| 4  | 2018年1月27日  | 2018年2月23日  | 第11話 - 第14話 | BDOT-0256    | BCXA-1207 | BCBA-4820 |
| 5  | 2018年5月25日  | 2018年6月22日  | 第15話 - 第18話 | BDOT-0257    | BCXA-1208 | BCBA-4821 |
| 6  | 2018年11月2日  | 2018年12月21日 | 第19話 - 第22話 | BDOT-0258    | BCXA-1209 | BCBA-4822 |
| 7  | 2019年3月1日   | 2019年4月26日  | 第23話 - 第26話 | BDOT-0259    | BCXA-1210 | BCBA-4823 |
| 7  | 2019年3月1日   | 2019年4月26日  | 第23話 - 第26話 | BDOT-0259    | BCXA-1428 | BCBA-4941 |

前述したとおり、2021年3月26日（金）に特別上映版仕様の本作を収録したBlu-rayBOXが発売（品番　BCXA-1560）。音声特典として、上映時に使用した3ch音声への切り替えが可能。映像に同期した日本語字幕も表示可能。2023年3月24日には劇場上映時に開催した舞台挨拶や「愛のヤマトークナイト」など多数収録したBlu-rayBOXが発売。

## CD
ボイジャーレーベルで、ランティスが発売元、バンダイビジュアルが販売元となるCDが発売されている。その後両社は経営統合されて現在のバンダイナムコアーツとなっている。
| タイトル                                                                                             | 発売日         | 品番            |
| --- | -------------- | --------------- |
| 「宇宙戦艦ヤマト2202 愛の戦士たち」主題歌シングル「月の鏡」                                          | 2017年10月11日 | LACM-14665      |
| 「宇宙戦艦ヤマト2202 愛の戦士たち」オリジナル・サウンドトラック Vol.1                                | 2018年1月24日  | LACA-15686      |
| 「宇宙戦艦ヤマト2202 愛の戦士たち」主題歌シングル「君、ヒトヒラ / CRIMSON RED / 宇宙戦艦ヤマト2202」 | 2018年1月24日  | LACM-14708      |
| 「宇宙戦艦ヤマト2202 愛の戦士たち」主題歌シングル「大いなる和 / ようらんか」                         | 2018年10月31日 | LACM-14810      |
| 「宇宙戦艦ヤマト2202 愛の戦士たち」オリジナル・サウンドトラック Vol.2                                | 2019年3月2日   | LACA-9667〜9668 |
| 「宇宙戦艦ヤマト2202 愛の戦士たち」主題歌集                                                          | 2019年3月2日   | LACA-15777      |

## メディア展開

### 小説
福井晴敏（ストーリー）、皆川ゆか（小説）、むらかわみちお（挿絵）による書き下ろしの公式ノベライズが、KADOKAWAより、2017年秋から順次刊行開始。
アニメ版を下敷きとしつつ、アニメ本編で省略された設定・描写や、後述の外伝小説の内容が盛り込まれ、それ以外にも登場人物の言動や世界観の説明に関してより掘り下げた描写が差し込まれるなど、アニメ本編の内容が補完されている。ただし、各単行本の冒頭で、設定がアニメ版と異なっている点もあると注意書きされている。
1. 「小説 宇宙戦艦ヤマト2202 愛の戦士たち I 《地球復興》」2017年10月13日発売、ISBN 978-4-04-106208-1[123]。アニメ版の第1話 - 第5話に相当する。
2. 「小説 宇宙戦艦ヤマト2202 愛の戦士たち II 《殺戮帝国》」2017年12月26日発売、ISBN 978-4-04-106209-8[124]。アニメ版の第3話および第6話 - 第10話に相当する。
3. 「小説 宇宙戦艦ヤマト2202 愛の戦士たち III 《総統帰還》」2018年5月25日発売、ISBN 978-4-04-106950-9[125]。アニメ版の第10話 - 第13話に相当する。
4. 「小説 宇宙戦艦ヤマト2202 愛の戦士たち IV 《女神降臨》」2019年2月28日発売、ISBN 978-4-04-107592-0[126]。

さらに、『月刊ニュータイプ』にも、同じく皆川による外伝小説が掲載されている。こちらはアニメ版の外伝という体裁となっている。以下は一覧。
| タイトル                               | 掲載誌                      | 内容の概略                                     |
| -------------------------------------- | --------------------------- | ---------------------------------------------- |
| 外伝I ガミラス万歳（ガーレ・ガミロン） | 月刊ニュータイプ2017年3月号 | キーマン視点での地球の現状                     |
| 外伝II 島不機嫌之介                    | 月刊ニュータイプ2017年8月号 | アニメ第4話における島の苦悩と回想              |
| 外伝III 誰かの特別                     | 月刊ニュータイプ2018年3月号 | アニメ第14話における、航空隊員・鶴見二郎の語り |

### ドラマCD
Amazon.co.jp限定のBDおよびDVDに数量限定の特典として、ドラマCD『誰も聞いてはならぬ裏ヤマト』が付属している。福井晴敏の書き下ろし脚本。
本編の世界観や設定は共有されているものの、内容は全編ギャグ調で展開されており、各章のタイトルも往年の人気テレビ番組やフレーズをもじったものとなっている。音響監督は本編同様に吉田知弘が担当。
第一章 ガミラス大使の食いしん坊万々歳
キャスト：キーマン - 神谷浩史、バレル - てらそままさき、記者 - のぐちゆり
第1巻特典。在地球大使就任時の会見において、地球の食べ物についての話題で言葉に詰まるという失敗をして地球人の好感度を下げてしまったバレルに対し、キーマンが地球の食文化に精通できるよう、さまざまな地球料理を食べさせようとする。
第二章 ガミラス大使のYOUは何しに地球へ？
キャスト：キーマン - 神谷浩史、バレル - てらそままさき、やきとり屋店員 - 中恵光城、アニメショップ客A - 奥谷楓、アニメショップ客B - 齋藤小浪、子供A - 西川舞、子供B - れいみ
第2巻特典。バレルとキーマンがお忍びで地球へ降り立ち、猫カフェ・アニメショップ・大衆居酒屋などの日本文化に触れていく。
第三章 Wアナライザーの『タンケン ボクノフネ。』
キャスト：アナライザー - チョー、アナライザー懐 - 緒方賢一、キーマン - 神谷浩史、森雪 - 桑島法子、太田健二郎 - 千葉優輝、女性クルーA - 上田瞳、女性クルーB - 田澤茉純
第3巻特典。システム故障で「アナライザー懐」となったアナライザーがヤマト艦内で騒動を引き起こす。
第四章 第一回限り！ 艦内横断ウルトラクイズ
キャスト：古代進 - 小野大輔、島大介 - 鈴村健一、キーマン - 神谷浩史、桂木透子 - 甲斐田裕子、斉藤始 - 東地宏樹、相原義一 - 國分和人、ガイダンス音声 - 藤沼建人
第4巻特典。
ボーナストラックとして、劇中では壁を隔てて展開されている「その時、エレベーターの中では…」の完全版が収録されている。
第五章 デスラー＆小デスラーの『キーマン、ヤマトやめるってよ』
キャスト：デスラー/古代進（旧） - 山寺宏一、キーマン - 神谷浩史、ガミロイド/シジュウカラ魔人 - 吉開清人、イチゴカキゴーリ - 山根綺、ヤマトクルーA - 藤沼建人、ヤマトクルーB - 矢野正明、ヤマトクルーC - 小平桃歌
第5巻特典。
ボーナストラックとして、劇中劇『極寒バトル！イチゴカキゴーリVSシジュウカラ魔人!!』が収録されている。
第六章 帰ってきたガミラス大使のヤマトDEデート・声優さんいらっしゃい
キャスト：キーマン - 神谷浩史、バレル/節電くん - てらそままさき、山本玲/カフェモカミルクティーカキゴーリ/奏多エリー - 田中理恵、イチゴカキゴーリ/大山根ヤヤ - 山根綺、カキゴーリ・ブルーハワイ/坂井泪 - 井坂瞳、カットステーキ男爵/ガイダンス音声 - 藤沼建人
第七章 最終章 これで聞き納め！キーマンのあの世で反省会『とんでもねぇあたしゃテレサだよ』
キャスト：キーマン/ミツゾロエ仮面 - 神谷浩史、古代進/イキナリ帝王 - 小野大輔、森雪/プリンセス雪 - 桑島法子、島大介/神様＝テレサ様 - 鈴村健一、斉藤始/ミツワレスプーン - 東地宏樹、相原義一/アイハラン - 國分和人、イチゴカキゴーリ - 山根綺
エンディングテーマとして、「いい湯だな」が収録されている。

### コンピュータゲーム
『宇宙戦艦ヤマト2202 戦士たちの記憶-Hero's Record-』
ヤマトクルーからiOS・Android向けにリリースされた艦隊戦略型シミュレーションゲーム。2018年1月29日より配信が開始された。
2019年9月26日には、『シドニアの騎士』とのコラボレーションが発表された。
『宇宙戦艦ヤマト2202 遙かなる旅路』
『宇宙戦艦ヤマト2199 イスカンダルの旅路』を2017年10月11日に大型アップデートしたのが本作。TSUTAYAオンラインゲーム、ヤマダゲーム、mixi、dゲーム、mobage、GREE、コロプラをプラットフォームにiOS・Android向け、フィーチャーフォン向けに各々配信。
『宇宙戦艦ヤマト 未来への航路』
CTWが自社のプラットフォームのG123用にスマートフォンとパソコン向けに2023年6月22日より配信されたシミュレーションゲーム。リメイクシリーズ全般を題材にしている。

## 特別番組
各章の公開約1週間前に放送される特別番組。『2199』を含む前章までのダイジェスト、本編冒頭映像、キャストインタビューなどが放送されている。
「宇宙戦艦ヤマト2202」2.25発進記念!! 愛の特別番組
第一章上映記念特別番組。TOKYO MXにて2017年2月18日19:00 - 19:30に、BS11にて同年2月21日23:30 - 2月22日0:00にそれぞれ放送された。
「宇宙戦艦ヤマト2202 第二章」6.24発進直前!! 愛の特別番組
第二章上映記念特別番組。TOKYO MXにて2017年6月17日19:00 - 19:30に、BS11にて同年6月18日22:00 - 22:30にそれぞれ放送された。
「宇宙戦艦ヤマト2202 第三章」10.14発進直前!!愛の特別番組
第三章上映記念特別番組。BS11にて2017年10月7日22:00 - 22:30に、TOKYO MXにて同年10月10日20:00 - 20:30にそれぞれ放送された。
「宇宙戦艦ヤマト2202 第四章」1.27発進直前!!愛の特別番組
第四章上映記念特別番組。BS11にて2018年1月20日22:00 - 22:30に、TOKYO MXにて同年1月21日20:25 - 20:55にそれぞれ放送された。
「宇宙戦艦ヤマト2202 第五章」5.25発進直前!!愛の特別番組
第五章上映記念特別番組。TOKYO MXにて2018年5月19日19:00 - 19:30に、BS11にて同年5月20日23:30 - 24:00にそれぞれ放送された。

## コラボレーション
アンダーアーマー（ドーム）
山本玲とアドバイザリー契約を締結したという設定で、コラボレーションを展開。本編劇中にも玲の服や機体にアンダーアーマーのロゴが入る形で反映されている。
スカイマーク
ヤマトがイスカンダルから帰還した後、地球大気の浄化に伴って復興のための航空による移動や輸送が増加し、地球大気圏内輸送隊でスカイマーク型旅客機が運用されているという設定で、ボーイング737の特別デザイン機「ヤマトジェット」などのコラボレーションを展開。
当初、ヤマトジェットの運行開始は第一章公開開始と同じ2017年2月25日からを予定していたが、1日繰り上がって同年2月24日からとなった。運行は2018年夏頃までを予定しており、バージョンアップも検討されているという。
パナソニック
ヤマトがイスカンダルへの旅の途中、乗組員に芽生えた「長期航行における艦内の空気環境の改善」の意識を、地球への帰還後に真田が創風機「Q」をベースとしてパナソニックと共同開発したという設定で、コラボレーションを展開。本編には、真田が開発したという設定で第二章にQが登場する。
ガールズ&パンツァー 劇場版
立川シネマシティにて2017年3月12日に行なわれた、本作第一章との極上爆音上映イベント「『宇宙戦艦ヤマト2202 愛の戦士たち』×『ガールズ&パンツァー 劇場版』極上爆音コラボナイト」で、コラボレーションを展開。
なお、このコラボ上映がきっかけで、第二章以降は音響が3chになっている（#音楽・音響を参照）。
世界の山ちゃん
2017年10月7日から同年10月31日まで、本作第三章とのコラボレーションメニュー「ヤマちゃん海軍カレー」を実施。
日本盛
2019年8月26日から同年11月25日まで、本作とのコラボレーションとして6本入りケースに印刷された専用はがきによる抽選でフィギュアや前掛け、木桝が当たるキャンペーンを実施。
前田建設ファンタジー営業部
2020年1月31日公開の映画。本作よりデスラーが登場する。